# Daði Guðmundsson
Daði Guðmundsson, født omkring 1495 og død i 1563, var en betydelig skikkelse under reformationen i Island på 1500-tallet. Han var en velstående bonde og sysselmand (en form for lokal myndighedsperson) i Snóksdal i Dalasýsla på Islands Västland.
Guðmundsson var kendt som en stærk modstander af den katolske biskop Jón Arason, der kraftigt modsatte sig den protestantiske reformation i Island. Biskop Jón Arason anså Guðmundsson og hans svoger Gleraugna-Pétur som sine hovedmodstandere og bandlyste Guðmundsson i januar 1549. Guðmundsson modstod Arasons forsøg på at arrestere ham ved at samle en stor styrke af bevæbnede mænd omkring sig.
I efteråret 1550 gjorde Jón Arason endnu et forsøg på at tage Guðmundsson til fange eller forhandle med ham. Guðmundsson samlede en betydelig styrke og overraskede Arason og hans mænd ved Sauðafell, hvor han tog dem til fange. De blev senere overgivet til den danske overhøjhed og henrettet den 7. november 1550. Det siges, at Guðmundsson var tøvende med at acceptere henrettelsen, men til sidst gik han med til den.